# Rutledge (Missouri)
Rutledge è un villaggio degli Stati Uniti d'America, situato nello Stato del Missouri, nella contea di Scotland.